# Jacques Barraband
Jacques Barraband (Aubusson, Frankrijk 31 augustus 1768 - Lyon, 1 oktober 1809) was een Franse illustrator van vooral tropische vogels. Hij maakte daarbij gebruik van opgezette exemplaren.

## Biografie
Zijn vader, Jacques Barraband senior, werkte bij een wandtapijtmakerij. Zijn moeder heette Marie-Anne Bebit. Hij kreeg een kunstopleiding bij een onderwijsinstelling in zijn geboortestreek, later in Parijs. Na korte tijd in hetzelfde bedrijf als zijn vader te hebben gewerkt, verhuisde hij naar Parijs waar hij werkte in een bedrijf dat ook wand- en vloerkleden maakte. Verder studeerde hij daar aan de Academie royale de peinture (koninklijke academie voor schilderkunst).
In 1798 werd al werk van hem tentoongesteld in een expositie voor gobelins, met ook werk dat hij maakte voor een bekende porseleinfabrikant. Hij maakte bovendien illustraties van insecten voor de natuuronderzoeker Sonnini en illustreerde een boek over Egypte. Tussen 1801 en 1804 maakte hij in opdracht van Napoleon Bonaparte aquarellen van vogels en bloemen.
Echt beroemd werd hij door zijn afbeeldingen in de wetenschappelijke publicaties van François Le Vaillant over papegaaien, paradijsvogels, scharrelaars, toekans, baardvogels, bijeneters, trogons, toerako's en Afrikaanse suikervogels.
De latere echtgenote van de Nederlandse illustrator Josephus Augustus Knip, Pauline Rifer de Courcelles was een van zijn bekende leerlingen. Zij illustreerde onder ander werk van Coenraad Jacob Temminck.
In 1807 werd hij docent aan de École des Beaux-arts te Lyon. Twee jaar later overleed hij. Francois Levaillant vernoemde als eerbetoon de Barrabands papegaai (Pyrilia barrabandi) naar hem.

## Werk

### Publicaties (selectie)
- Histoire naturelle des perroquets, Paris Levrault, Schoell & Cie, An IX-XII (1801–1805), 2 volumes. vol. 1 , vol. 2
- Histoire naturelle des oiseaux de paradis et des rolliers, suivie de celles des toucans et des barbus, Paris, Denné le jeune & Perlet, (1801–1806), 2 delen.
- Histoire naturelle des promérops et des guêpiers (et des couroucous et touracos, faisant suite à celle des oiseaux de paradis), Paris Levrault, (1806) 1807, (1816 ou 1818) 3 volumes.

### Illustraties

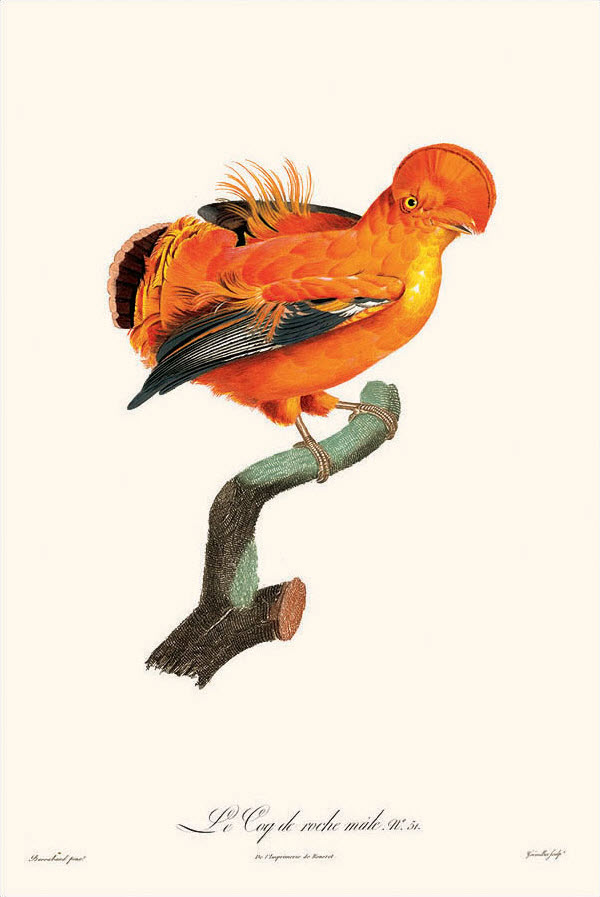
Oranje rotshaan
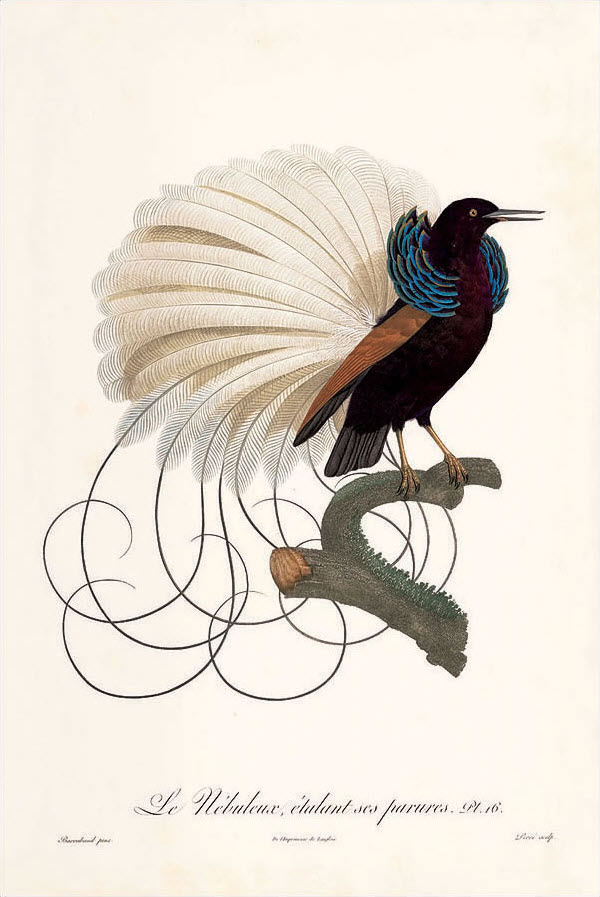
Myserieuze paradijsvogel, mogelijk de twaalfdradige paradijshop
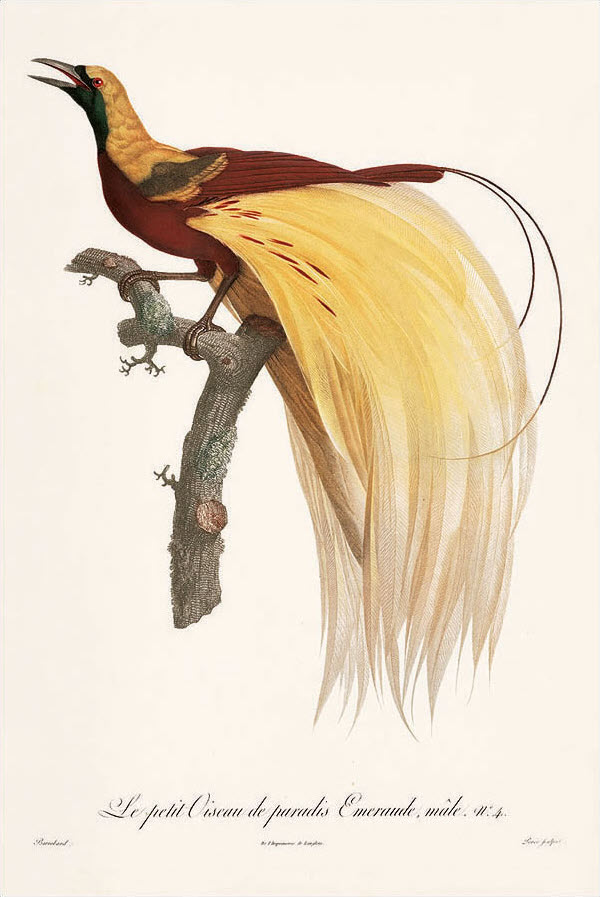
Idem, mogelijk de kleine paradijsvogel
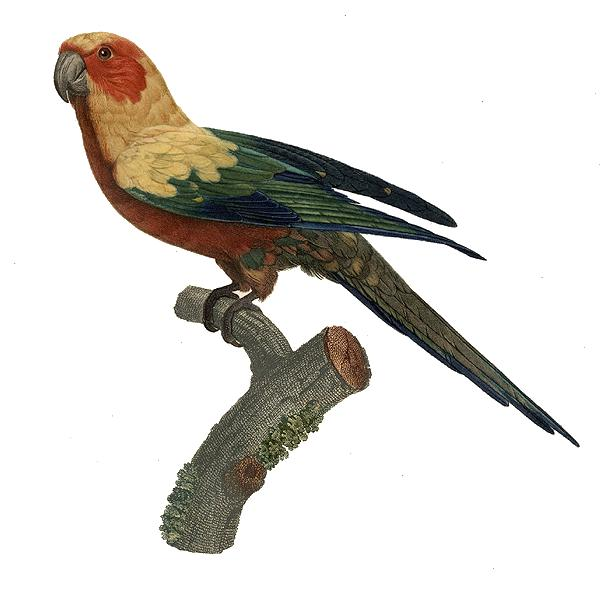
Zonparkiet (Aratinga solstitialis)
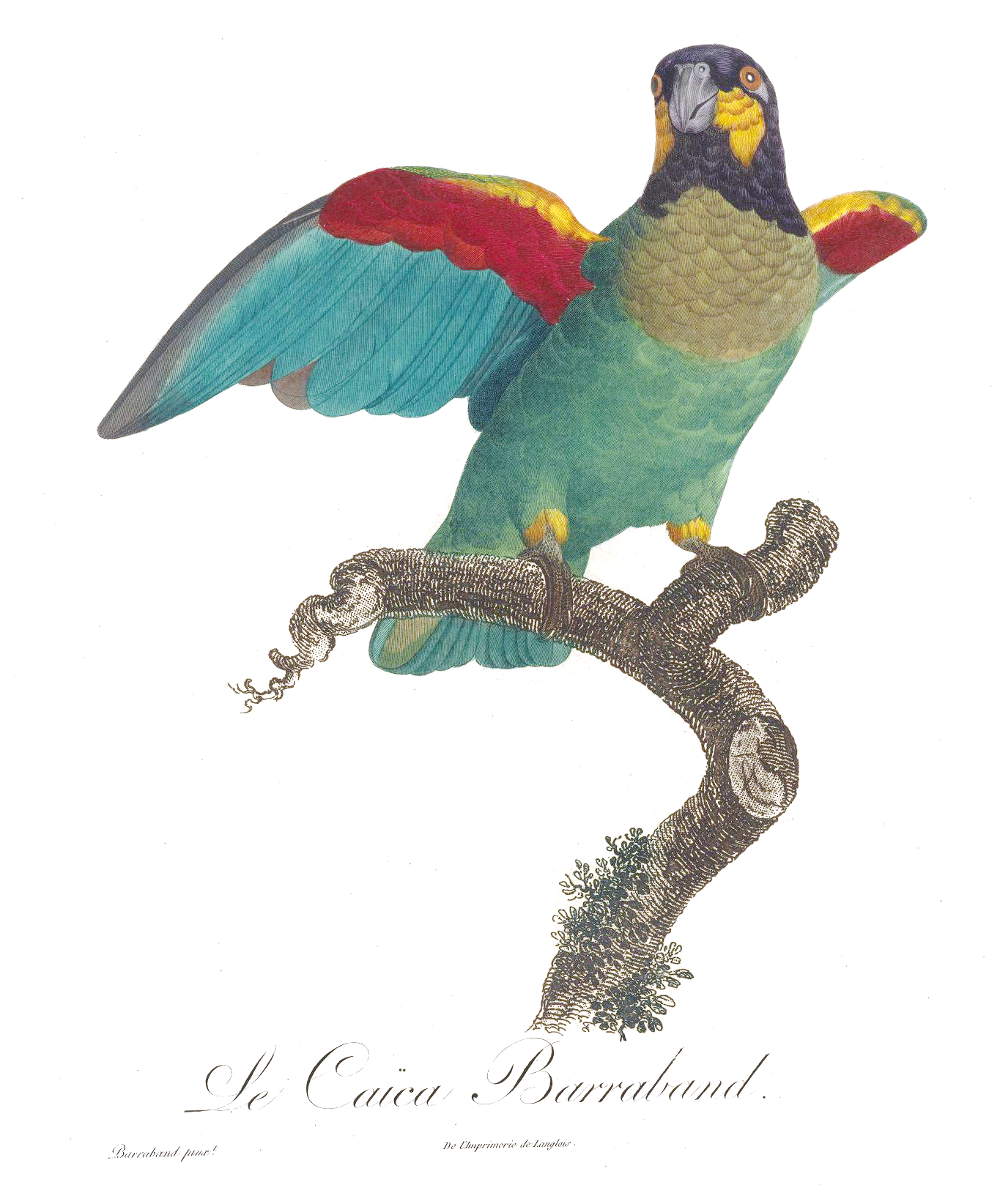
Barrabands papegaai (Pyrilia barrabandi)
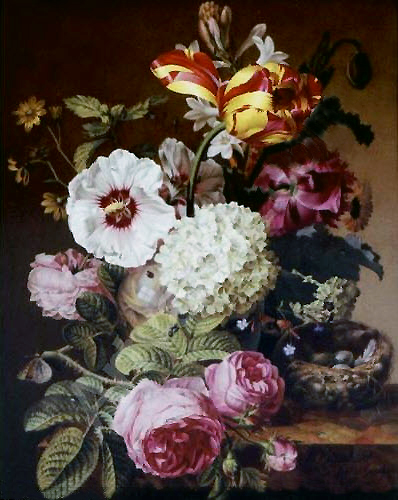
Stilleven in porselein uit 1797

- Bibliothèque nationale de France: cb14562495x (data)
- Stuttgart Database of Scientific Illustrators 1450–1950: 253
- Gemeinsame Normdatei: 124690726
- International Standard Name Identifier: 0000 0001 1672 6664
- Library of Congress Control Number: n85819567
- Nationale bibliotheek van Australië: 35773957
- Nederlandse Thesaurus van Auteursnamen: 340820861
- RKD-Nederlands Instituut voor Kunstgeschiedenis: 4597
- SNAC: w689158f
- Système universitaire de documentation: 055850634
- Trove: 1081064
- Union List of Artist Names: 500011412
- Virtual International Authority File: 74094332
- WorldCat: E39PBJbCKjCkBybQ6rbWwfX68C